# إسماعيل عبد الرحمن
إسماعيل عبد الرحمن (بالملايوية: Ismail Abdul Rahman) هو دبلوماسي ماليزي، ولد في 4 نوفمبر 1915 في جوهر بهرو في ماليزيا، وتوفي في 2 أغسطس 1973 في كوالالمبور في ماليزيا بسبب نوبة قلبية.